# Columbia TriStar Motion Picture Group
Columbia TriStar Motion Picture Group – główny holding Sony Pictures Entertainment założony w 1989 roku. Obecnie skupia on ważniejsze wytwórnie filmowe Sony Corporation, choć w rzeczywistości jest to dawna nazwa grupy wytwórń filmowych z Columbia Pictures i TriStar Pictures na czele, która wraz z przejściem do Sony straciła na znaczeniu, aby w końcu stać się integralną częścią Sony Pictures Entertainment.
Dawniej razem z Columbia TriStar Television Group tworzył Columbia Pictures Entertainment, Inc., firmę obecnie należącą do Sony.
Siedziba firmy znajduje się w Culver City w amerykańskim stanie Kalifornia.

## Struktura grupy
- Columbia Pictures
- TriStar Pictures
- Sony Pictures India
- Sony Pictures Classics (SPC)
- Sony Pictures Releasing
- Sony Pictures Releasing International
- Screen Gems
- Triumph Films
- FEARnet